# ノルゲ級海防戦艦
| ノルゲ級海防戦艦                   | ノルゲ級海防戦艦 |
| ---------------------------------- | --- |
| 写真は1933年に撮影された「ノルゲ」 | |
| 艦級概観                           | |
| 艦種                               | 海防戦艦 |
| 艦名                               | |
| 前級                               | ハーラル・ホールファグレ級 |
| 次級                               | ニダロス級 |
| 性能諸元                           | |
| 排水量                             | 基準：3,645トン 常備：4,166トン 満載：-トン |
| 全長                               | 94.57m |
| 水線長                             | -m |
| 全幅                               | 15.39m |
| 吃水                               | 5.38m |
| 機関                               | ヤーロー式石炭専焼缶6基 ＋直立二段膨張式レシプロ機関2基2軸推進 |
| 最大出力                           | 4500馬力 |
| 最大速力                           | 16.5ノット |
| 航続距離                           | -ノットで-海里 |
| 燃料                               | 石炭 |
| 乗員                               | 270名 |
| 兵装                               | アームストロング 1896年型 20.8cm（44口径）単装砲2基 アームストロング 1875年型 15cm（45口径）単装砲6基 12ポンド：7.62cm（40口径）単装砲6基 オチキス 4.7cm（43口径）単装機砲4基 45.6cm水中魚雷発射管単装2基 |
| 装甲                               | 舷側：152mm（水線最厚部） 甲板：51mm 主砲塔：229mm（前盾）、127mm（側盾）、-mm（後盾）、-mm（天蓋） 副砲：120mm（防盾）、1270mm（ケースメイト部） バーベット部：152mm 司令塔：152mm                       |

ノルゲ級海防戦艦（Norge）は「ハーラル・ホールファグレ」（Harald Haarfagre）級に引き続き、ノルウェー海軍が第一次世界大戦前に竣工させた海防戦艦。2隻が建造され、2隻とも第二次世界大戦でドイツ軍によって第1次ナルヴィク海戦で撃沈された。

## 艦形について

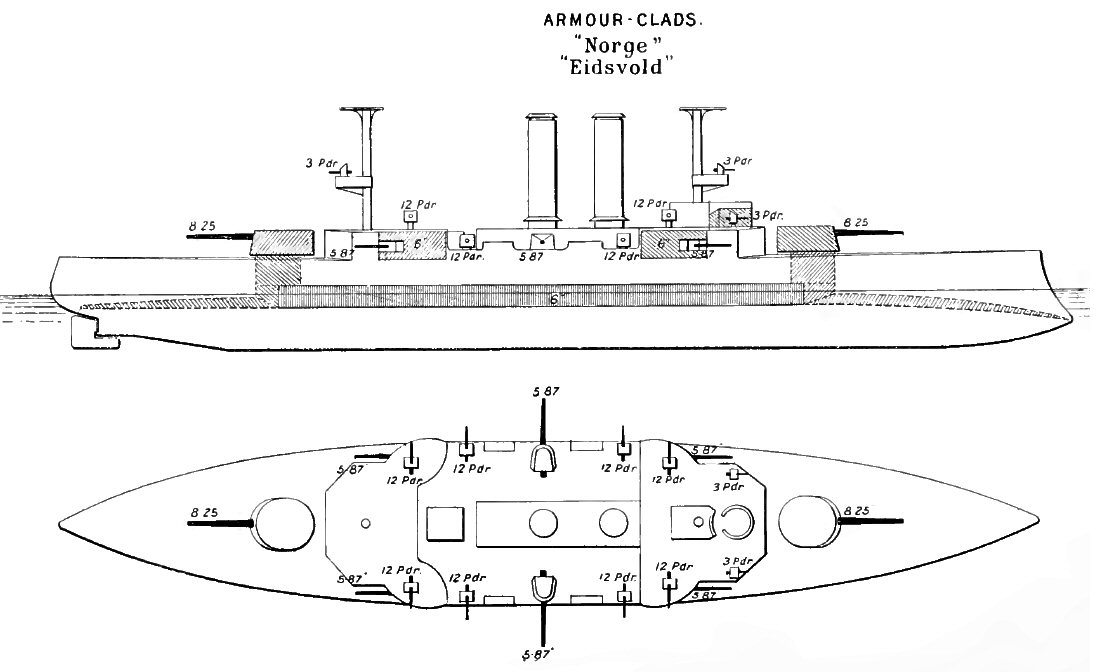
本級の武装・装甲配置を示した図。

全長に比べて船体の幅が狭いと言う海防戦艦特有の船体は平甲板型で、艦首には当時の主流である衝角（ラム）が付く。主砲は「20.8cm（44口径）砲」を箱形の単装砲塔に纏め、1番主砲塔、司令塔を組み込んだ操舵艦橋、円柱状の主脚の上には見張り台の二段のフロア。前級から一本増えた二本煙突を挟み込むように両舷にボート・ダビッド、後檣は前檣と同じく主脚に二段の見張り台がつき、後向きに2番主砲塔がある。

### 火砲等
主砲は前級から受け継いだ「20.8cm（44口径）単装砲」を採用した。
副砲は破壊力を重視して口径を上げ「15cm（44口径）砲」を採用した。これを両舷に3基ずつ計6基装備した。
その他に対水雷艇用に12ポンド［7.6cm］（40口径）単装砲を最上甲板下部に片舷4門の計8門、3ポンド［4.7cm］（50口径）単装砲4基を装備した。
水雷装備として、45cm（実際には17.6インチだが18インチ魚雷と呼称した）単装水中魚雷発射管2基を装備した。

### 機関
公試において24時間自然通風航走状態で出力4,500hp、速力16.5ノットを発揮した。

## 同型艦
- ノルゲ （Norge）

1899年起工、1900年3月進水、1901年竣工。1940年4月9日にドイツ海軍により撃沈。
- アイツヴォル（EidsVold）

1900年6月14日進水。1940年4月9日にドイツ海軍により撃沈。

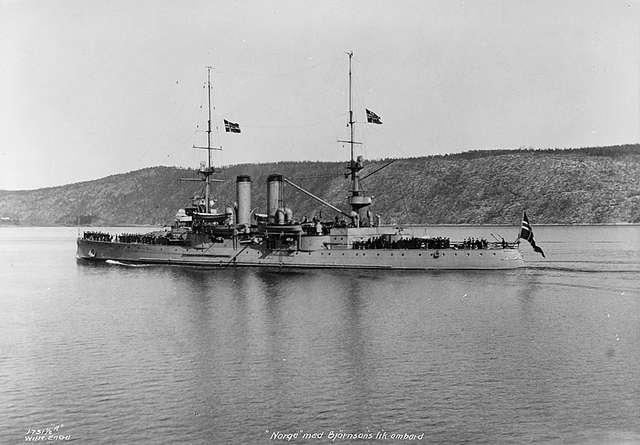
海防戦艦「ノルゲ」
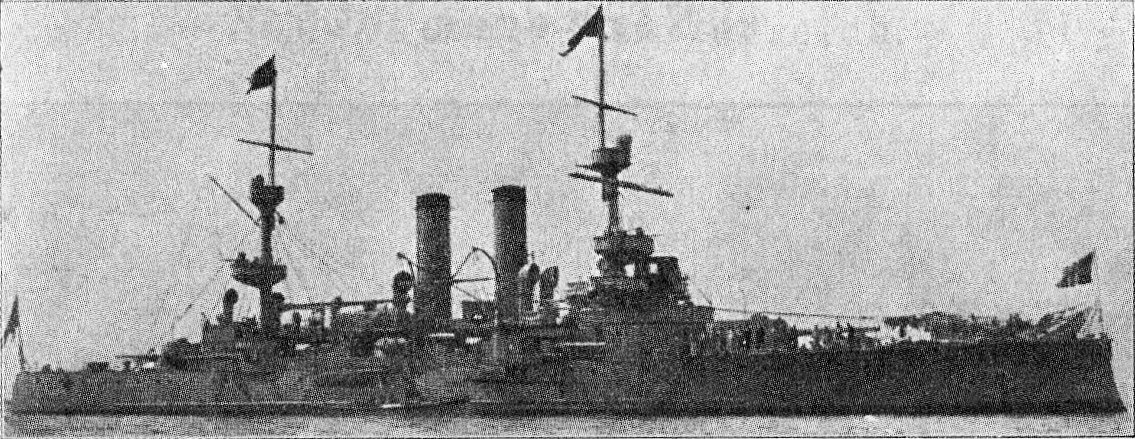
海防戦艦「アイツヴォル」